# Liste von Kirchen in Siena
Die Liste von Kirchen in Siena versucht alle ehemaligen und heutigen Kirchen und die wichtigsten Kapellen des Gemeindegebietes von Siena zu erfassen. Die Liste richtet sich zuerst nach den Stadtdritteln (in chronologischer Ordnung der Entstehung der Stadtdrittel), dann nach der Klassifizierung und dann alphabetisch nach dem Schutzpatron. Die Kurzbeschreibung zeigt zunächst das Jahr/Jahrhundert der Erbauung und dann (falls vorhanden) weitere kurze Details. Zu Kirchen mit vorhandenem Artikel befinden sich keine weiteren Angaben, da diese aus dem Artikel entnommen werden können.

## Historischer Ortskern

### Terzo di Città
| Name                                                   | Standort                                                                       | Baujahr                                               | Anmerkung | Bild                              |
| ------------------------------------------------------ | ------------------------------------------------------------------------------ | ----------------------------------------------------- | --- | --------------------------------- |
| Dom von Siena Santa Maria Assunta                      | Piazza del Duomo 43° 19′ 3″ N, 11° 19′ 44″ O                                   | 1263                                                  | Kathedrale von Siena, Mutterkirche des Erzbistums Siena-Colle di Val d’Elsa-Montalcino | Der Dom von Siena                 |
| Sant’Agostino                                          | Prato di Sant’Agostino 43° 18′ 53″ N, 11° 19′ 54″ O                            | 1259                                                  | Ehemalige Kirche und Kloster des Augustinerordens. | Sant’Agostino                     |
| Santissima Annunziata                                  | Piazza del Duomo 43° 19′ 2″ N, 11° 19′ 43″ O                                   | 13. Jahrhundert                                       | Auch Chiesa dell’Ospedale, Kirche des Gebäudekomplex von Santa Maria della Scala. Link zur Kirche im Artikel Santa Maria della Scala | Santissima Annunziata             |
| Chiesa delle Carceri di Sant’Ansano                    | Via San Quirico 43° 18′ 52″ N, 11° 19′ 41″ O                                   | 15. Jahrhundert                                       | Der Legende nach Gefängnis des Stadtpatrons Sant’Ansano im 3. Jahrhundert, bis ins 17. Jahrhundert Kontradenkirche der Kontrade Tartucca. | Carceri di Sant’Ansano            |
| Oratorio di Sant’Antonio da Padova                     | Via Tommaso Pendola 43° 18′ 53″ N, 11° 19′ 46″ O                               | 1685                                                  | Auch Sant’Antonio alle Murella genannt, Kontradenkirche der Contrada Tartuca, Via Tommaso Pendola, früher Via delle Murella genannt. Enthält Werke von Giovanni Antonio Mazzuoli (La Vergine con Bambino appare a Sant’Antonio (1685)), Annibale Mazzuoli (Sant'Antonio predica ai pesci, 1697; San Sebastiano curato da Sant’Irene, 1686; Sant’Ansano battezza i Senesi, 1686/1689) und Giuseppe Nicola Nasini (San Girolamo). | Sant’Antonio da Padova            |
| Chiesa/Convento delle Clarisse                         | Via Paolo Mascagni 43° 18′ 55″ N, 11° 19′ 33″ O                                | 20. Jahrhundert                                       | Klarissenkloster, die Kirche ist der Santa Chiara geweiht. Enthält von Coppo di Marcovaldo das Gemälde Madonna e Cristo in trono. | Santa Chiara                      |
| San Desiderio                                          | Piazza Bonelli 43° 19′ 5″ N, 11° 19′ 49″ O                                     | 1012 erwähnt.                                         | Erstmals 1012 in einem Vertrag erwähnt, nur noch zum Teil erhalten und umfunktioniert. Verlor seine Funktionen als Pfarrkirche 1783 und war Kontradenkirche der Contrada Selva von 1786 bis 1798, als die Kirche schwere Schäden bei dem Erdbeben von 1798 erlitt. Die Lünette hat ein Fresko aus dem frühen 17. Jahrhundert, das eine Madonna con Bambino, San Desiderio und einen weiteren (unbekannten) Heiligen zeigt. | San Desiderio                     |
| San Giovanni Battista                                  | Via del Casato (di sotto) 43° 18′ 59″ N, 11° 19′ 50″ O                         | 1629                                                  | Auch San Giovanni dei Tredicini oder Oratorio dei Tredicini genannt, Kontradenkirche der Contrada Aquila. Die Pläne der Kirche stammen von Flaminio del Turco. Enthält Werke von Bernardino Mei (Natività del Battista, 1653), Domenico Manetti (Moltiplicazione dei pani e dei pesci, 1642) und Astolfo Petrazzi (Sacra Famiglia, 1638). | San Giovanni Battista             |
| San Giovanni Battista al Laterino                      | Via Laterino 43° 18′ 53″ N, 11° 19′ 28″ O                                      | 1642                                                  | Auch San Giovanni Decollato genannt. War von 1684 bis 1786 Kontradenkirche der Contrada Pantera, lag an der rechten Innenseite der Porta Laterino, 1893 abgerissen. |                                   |
| San Giuseppe                                           | Via Sant’Agata / Via di Fontanella 43° 18′ 55″ N, 11° 19′ 55″ O                | 1521–1653                                             | Kontradenkirche der Contrada Onda | San Giuseppe                      |
| Santa Lucia                                            | Pian dei Mantellini 43° 18′ 50″ N, 11° 19′ 44″ O                               | im 16. Jahrhundert restauriert, bestand schon vorher. | Auch Santi Niccolò e Lucia. Enthält von Francesco Vanni das Gemälde Martirio di Santa Lucia (1606). Das Gewölbe wurde dekoriert von Sebastiano Folli, Ventura Salimbeni und Francesco Vanni. | Santa Lucia                       |
| Chiesa e Convento della Maddalena                      | Via Pier Andrea Mattioli 43° 18′ 49″ N, 11° 19′ 54″ O                          | 1539 restauriert, bestand schon vorher                | Kirche und Kloster. Enthält von Raffaello Vanni das Werk Santa Maria Maddalena che ascolta la predica di Cristo. Die Fassade wurde 1839 durch Agostino Fantastici verändert. | Santa Maddalena                   |
| Madonna del Rosario                                    | Via San Marco / Via della Diana 43° 18′ 46″ N, 11° 19′ 38″ O                   | Fassade aus dem 17. Jahrhundert                       | Als Kirche nicht mehr aktiv, wird heute von der Kontrade Chiocciola als Pferdehaus (Casa del Cavallo) während des Palio di Siena benutzt. | Madonna del Rosario               |
| San Marco                                              | Via San Marco / Pian dei Mantellini 43° 18′ 50″ N, 11° 19′ 42″ O               | vor dem 11. Jahrhundert                               | Namensgebend für das Stadttor Porta San Marco, nicht mehr aktiv, heute ein Warenhaus. Das Relief Leone di San Marco an der Außenwand stammt aus einer Schenkung der Stadt Venedig von 1954. | San Marco                         |
| Chiesa e Convento di Santa Margherita in Castelvecchio | Via Tommaso Pendola 43° 18′ 51″ N, 11° 19′ 43″ O                               | 1270                                                  | Wurde nach 1810 umgebaut. Die nun vom Kloster getrennte Kirche war von 1822 bis 1957 Kontradenkirche der Contrada Pantera, das Kloster wurde ab 1831 von dem Taubstummeninstitut Istituto Tommaso Pendola (Regio Istituto Toscano dei Sordomuti) genutzt. | Santa Margherita in Castelvecchio |
| Santa Maria della Visitazione                          | Via delle Sperandie 43° 18′ 44″ N, 11° 19′ 39″ O                               | 1297                                                  | Auch Monastero delle Sperandie und Monastero delle Trafisse genannt. Ehemaliges Kloster der Zisterzienser, wurde 1810 aufgelöst, heute Militärverwendung. Enthält das Werk Immacolata Concezione in gloria adorata da Santi von Sebastiano Folli (1605) und Fresken des Giuseppe Nicola Nasini (Assunzione della Madonna, Arcangeli, Virtù Teologali, Fuga in Egitto und Pietà). | Santa Maria della Visitazione     |
| Santa Marta                                            | Via San Marco 43° 18′ 45″ N, 11° 19′ 36″ O                                     | 1328                                                  | Ehemaliges Kloster und Kirche des Augustinerordens, nicht mehr aktiv, heute Teile des Staatsarchives und Privatwohnungen. Enthält von Pietro Sorri die Werke Santa Cecilia, Annunciazione und Resurrezione di Lazzaro sowie ein Fresko von Sebastiano Folli. | Santa Marta                       |
| Santa Mustiola                                         | Piazzetta Silvio Gigli / Via Pier Andrea Mattioli 43° 18′ 51″ N, 11° 19′ 52″ O | 12. Jahrhundert                                       | Auch Santa Mustiola alla Rosa, ehemaliges Kloster der Kamaldulenser, heute Sitz der Accademia dei Fisiocritici. | Santa Mustiola                    |
| San Niccolò del Carmine                                | Pian dei Mantellini 43° 18′ 51″ N, 11° 19′ 39″ O                               | 14. Jahrhundert                                       | Wird zum Teil von der Universität Siena genutzt, auch Kontradenkirche der Contrada Pantera | San Niccolò del Carmine           |
| San Niccolò in Sasso                                   | Via del Poggio 43° 19′ 4″ N, 11° 19′ 47″ O                                     | 16. Jahrhundert                                       | Heute Teil des Museo dell’Opera del Duomo. Enthält Werke von Francesco und Raffaello Vanni sowie Rutilio Manetti. | San Niccolò in Sasso              |
| Sant’Orsola delle Derelitte                            | Pian dei Mantellini 43° 18′ 54″ N, 11° 19′ 38″ O}                              | 1511                                                  | Auch Conservatorio della Congregazione di Sant’Orsola, Kirche und Kloster, das von 1511 bis 1784 aktiv war. Das Kloster wurde 1785 aufgelöst. Teile des Kirchenportals lassen sich heute noch am Palazzo Fineschi Sergardi nachvollziehen, wie die Inschrift VIRG MAR SOCIETAS EREXIT. Das Portal wurde um 1554 von Il Riccio umgestaltet, die Inschrift nimmt Bezug auf die Compagnia della Beata Vergine Maria von Santa Maria della Scala, die hier ein Hospital betrieb. Weitere Teile der Anlage wurden zu Wohnhäusern umgebaut. | Sant’Orsola delle Derelitte       |
| San Pietro alle Scale                                  | Via San Pietro 43° 18′ 56″ N, 11° 19′ 51″ O                                    | 13. Jahrhundert                                       | Auch San Pietro in Castelvecchio genannt. Wurde im 18. Jahrhundert restauriert und verändert. Enthält von Francesco Rustici das Werk Assunta, von Rutilio Manetti das Gemälde Riposo in Egitto (1621), von Liberale da Verona ein Teilstück des Freskos Santa Caterina sowie ein Teilstück eines Flügelaltars von Ambrogio Lorenzetti (Madonna col Bambino e quattro Santi). | San Pietro alle Scale             |
| Santi Pietro e Paolo                                   | Via San Marco 43° 18′ 47″ N, 11° 19′ 42″ O                                     | 17. Jahrhundert                                       | Kontradenkirche der Contrada Chiocciola. Enthält Werke von Astolfo Petrazzi (Conversione di San Paolo), Dionisio Montorselli (Quattro Evangelisti, 1712) und Simondio Salimbeni | Santi Pietro e Paolo              |
| Cappella del Ricreatorio Pio II.                       | Via del Costone 43° 19′ 3″ N, 11° 19′ 36″ O                                    | 1946                                                  | Entstand 1946 mit den Maßen 11,5 m × 6 m. |                                   |
| Santi Quirico e Giulitta                               | Via San Quirico 43° 18′ 54″ N, 11° 19′ 41″ O                                   | 12./13. Jahrhundert                                   | Entstand in der heutigen Form im späten 16. Jahrhundert. Enthält mehrere Werke von Alessandro Casolani, Ventura Salimbeni und Pietro Sorri. Befindet sich am höchsten Ort des Stadtgebietes, hier wurden römische Werke unter dem Boden gefunden. | Santi Quirico e Giulitta          |
| San Salvatore                                          | Via Giovanni Duprè 43° 19′ 0″ N, 11° 19′ 56″ O                                 | 12. Jahrhundert                                       | Hat als Nebenbau die ehemalige Kontradenkirche der Contrada Onda (Chiesino dell’Onda, auch Chiesa della Visitazione della Madonna, Chiesino di San Salvatore, San Bernardino in San Salvatore oder Chiesino di Malborghetto genannt, 16. Jahrhundert). | San Salvatore                     |
| San Sebastiano a Vallepiatta                           | Piazzetta della Selva 43° 19′ 2″ N, 11° 19′ 38″ O                              | 1493                                                  | Kontradenkirche der Contrada Selva. Die Pläne der Kirche stammen von Francesco di Giorgio Martini. Enthält Werke von Astolfo Petrazzi (Epifania, Altargemälde), Pietro Sorri (Martirio di San Sebastiano, Presentazione di Maria al Tempio und Sposalizio della Vergina), Rutilio Manetti (Crocifissione, 1630) und Raffello Vanni (Tre Santi ed un Angelo). | San Sebastiano a Vallepiatta      |
| Santa Teresa                                           | Via San Quirico 43° 18′ 52″ N, 11° 19′ 41″ O                                   | 1885                                                  | Oratorio im Istituto Santa Teresa, das durch Giuseppe Partini entstand. | Istituto Santa Teresa             |

### Terzo di Camollia
| Name                                                                               | Standort                                                                   | Baujahr                 | Anmerkung | Bild                                                                               |
| ---------------------------------------------------------------------------------- | -------------------------------------------------------------------------- | ----------------------- | --- | ---------------------------------------------------------------------------------- |
| Basilica di San Domenico                                                           | Piazza San Domenico 43° 19′ 12″ N, 11° 19′ 36″ O                           | 1226                    | Bekam 1927 den kirchlichen Rang einer Basilica minor verliehen. | San Domenico                                                                       |
| Basilica di San Francesco                                                          | Piazza San Francesco 43° 19′ 21″ N, 11° 20′ 5″ O                           | 1326–1475               | Basilica minor | San Francesco                                                                      |
| Sant’Anastasia                                                                     | Via della Sapienza / Via delle Terme 43° 19′ 15″ N, 11° 19′ 47″ O          | 13. Jahrhundert         | Wurde im 18. Jahrhundert umgebaut, heute Orthodoxe Kirche, früher Santa Maria della Misericordia, dann San Pellegrino alla Sapienza genannt. | Sant’Anastasia                                                                     |
| Sant’Andrea                                                                        | Via Montanini 43° 19′ 24″ N, 11° 19′ 43″ O                                 | 1175 erwähnt            | Wurde 1175 erwähnt und 1262 dokumentiert. Enthält von Astolfo Petrazzi das Werk Educazione della Vergine und von Giovanni di Paolo den Flügelaltar Incoronazione della Vergine con i Santi Andrea e Pietro. | Sant’Andrea                                                                        |
| Sant’Anna degli Stroppiati                                                         | Via Baroncelli 43° 19′ 19″ N, 11° 20′ 1″ O                                 | 1624                    | Auch Sant’Anna dei Ciechi e Storpi o Stroppiati, ehemalige Kontradenkirche der Contrada Giraffa (bis 1824), heute nicht mehr vorhanden |                                                                                    |
| Oratorio di Sant’Anna in Sant’Onofrio                                              | Via Montanini 43° 19′ 24″ N, 11° 19′ 43″ O                                 | 14. Jahrhundert         | Wurde im 18. Jahrhundert umgestaltet und ist heute Teil des Palazzo Foschini/Marri Martini. Als Kirche noch aktiv. | Oratorio di Sant’Anna in Sant’Onofrio                                              |
| Sant’Antonio Abate                                                                 | Costa Sant’Antonio 43° 19′ 12″ N, 11° 19′ 43″ O                            | 11. Jahrhundert         | Wurde 1939 abgerissen, stand an der Stelle des heutigen Portico dei Comuni d’Italia im Santuario di Santa Caterina. |                                                                                    |
| Sant’Antonio da Padova                                                             | Via Cecco Angiolieri 43° 19′ 11″ N, 11° 19′ 57″ O                          | 1930er Jahre            | Kontradenkirche der Contrada Civetta. Enthält die Werke Sant’Antonio da Padova e Gesù bambino und Visione di Sant’Antonio da Padova von Galgano Perpignani (17./18. Jahrhundert). | Sant’Antonio da Padova                                                             |
| San Bartolomeo alla Castellaccia di Camollia                                       | Piazza Chigi Saracini 43° 19′ 38″ N, 11° 19′ 32″ O                         | unbekannt               | War von 1733 bis 1788 Kontradenkirche der Contrada Istrice nahe der Porta Camollia, heute nicht mehr vorhanden. |                                                                                    |
| Oratorio della Compagnia di San Bernardino                                         | Piazza San Francesco 43° 19′ 19″ N, 11° 20′ 5″ O                           | 1273 erwähnt            | Auch Santa Maria degli Angeli e di San Francesco, heute ein Kunstmuseum | Oratorio della Compagnia di San Bernardino                                         |
| San Biagio a Ovile                                                                 | Piazzetta d’Ovile 43° 19′ 24″ N, 11° 19′ 56″ O                             | 1502                    | Diente von 1502 bis 1785 als ehemalige Kontradenkirche der Contrada Bruco. Wurde 1815 zerstört. |                                                                                    |
| Santuario di Santa Caterina                                                        | Costa Sant’Antonio 43° 19′ 12″ N, 11° 19′ 43″ O                            | ab 1466 als Santuario   | Santuario Cateriniano, Heiligtum, welches der Katharina von Siena gewidmet ist | Santuario di Santa Caterina                                                        |
| Santa Caterina in Fontebranda                                                      | Via Santa Caterina 43° 19′ 11″ N, 11° 19′ 42″ O                            | ab 1466 als Kirche      | Teil des Gebäudekomplexes Santuario di Santa Caterina, als Kirchengebäude auch Oratorio della Tintoria genannt, Kontradenkirche der Contrada Oca. Zu den Kunstwerken siehe Oratorio della Tintoria im Artikel Santuario di Santa Caterina. | Santa Caterina in Fontebranda                                                      |
| Oratorio della Congregazione dei Sacri Chiodi e di San Michele Arcangelo di Dentro | Piazza dell’Abbadia 43° 19′ 19″ N, 11° 19′ 53″ O                           | 16. Jahrhundert         | Wurde gegründet unter dem Namen Madonna della Disciplina, aus der San Michele Arcangelo wurde. Diese teilte sich 1589 auf in San Michele Arcangelo di Fuori und San Michele Arcangelo di Dentro, die sich später mit der Congregazione Sacri Chiodi vereinigte. Beide bestanden bis 1783. | Oratorio della Congregazione dei Sacri Chiodi e di San Michele Arcangelo di Dentro |
| Chiesa del Crocifisso                                                              | Costa Sant’Antonio 43° 19′ 12″ N, 11° 19′ 42″ O                            | 1614–1623               | Teil des Gebäudekomplexes Santuario di Santa Caterina. Zu den Kunstwerken siehe Chiesa del Crocifisso im Artikel Santuario di Santa Caterina. | Chiesa del Crocifisso                                                              |
| Oratorio di Santa Caterina del Paradiso                                            | Piazza Matteotti 43° 19′ 16″ N, 11° 19′ 44″ O                              | 15. Jahrhundert         | Kontradenkirche der Contrada Drago. Enthält die Werke Pietà (Francesco und Vincenzo Rustici, ca. 1613), Matrimonio mistico di Santa Caterina da Siena (Raffaello Vanni, 1650) und La Madonna, Maria Maddalena e Santa Caterina d’Alessandria consegnano l’immagine di San Domenico in Soriano (Domenico Manetti, 1649). | Oratorio di Santa Caterina del Paradiso                                            |
| Convento delle Convertite                                                          | Via del Pignattello / Via Campansi 43° 19′ 33″ N, 11° 19′ 41″ O            | unbekannt               | War bis 1783 aktiv, heute Istituto del Sacro Cuore di Gesù (Schule). | Convento delle Convertite/Sacro Cuore di Gesù                                      |
| San Cristoforo                                                                     | Piazza Tolomei 43° 19′ 12″ N, 11° 19′ 54″ O                                | vor dem 11. Jahrhundert | Historischer Handlungsort in der Schlacht von Montaperti. | San Cristoforo                                                                     |
| San Donato                                                                         | Piazza dell’Abbadia 43° 19′ 19″ N, 11° 19′ 54″ O                           | frühes 12. Jahrhundert  | Auch San Michele al Monte di San Donato, entstand im frühen 12. Jahrhundert als Kloster der Vallombrosaner an der Rückseite des Palazzo Salimbeni (damals Rocca Salimbeni). | San Donato                                                                         |
| Sant’Egidio                                                                        | Piazza Matteotti 43° 19′ 18″ N, 11° 19′ 45″ O                              | unbekannt               | Vorhanden bis kurz vor 1910, auch Sant’Egidio del Poggio Malavolti oder Convento delle Cappuccine genannt, dann ab 1910 durch den Postpalast ersetzt. |                                                                                    |
| Sant’Elisabetta della Visitazione                                                  | Via dei Rossi 43° 19′ 20″ N, 11° 20′ 0″ O                                  | 19. Jahrhundert         | Entstand durch Savina Petrilli ab 1884 für das Istituto di Santa Caterina und wurde 1901 durch Agenore Socini fertiggestellt. Enthält von Alessandro Franchi die Werke San Giuseppe, Visitazione und Stimmate di Santa Caterina da Siena. | Sant’Elisabetta della Visitazione                                                  |
| Oratorio del Nome di Gesù                                                          | Via del Comune 43° 19′ 23″ N, 11° 19′ 59″ O                                | 17. Jahrhundert         | Kontradenkirche der Contrada Bruco. Enthält Werke von Luca di Tommè (Madonna della Disciplina Maggiore, ca. 1370). | Oratorio del Nome di Gesù                                                          |
| San Girolamo in Campansi                                                           | Via Campansi 43° 19′ 31″ N, 11° 19′ 42″ O                                  | 15. Jahrhundert         | Ehemalige Kirche und Kloster, heute ein Altenheim. | San Girolamo in Campansi                                                           |
| San Lorenzo                                                                        | ca. Via Garibaldi                                                          | unbekannt               | Daten unbekannt, ehemalige Kirche und Kloster, namensgebend für die Barriera di San Lorenzo (heute Le Lupe), auch Porta und Piazza San Lorenzo genannt, früher Strada di San Lorenzo, heute Via Garibaldi. |                                                                                    |
| Santi Ludovico e Gherardo                                                          | Piazza San Francesco 43° 19′ 21″ N, 11° 20′ 4″ O                           | 15. Jahrhundert         | Auch Oratorio dei Santi Ludovico e Gherardo. 1458 als Confraternita erwähnt. Ist Teil des Gebäudekomplexes der Basilika San Francesco und enthält den Freskenzyklus Storie dei santi titolari, der durch Deifebo Burbarini, Rutilio Manetti, Annibale Mazzuoli und Astolfo Petrazzi entstand. Von Astolfo Petrazzi ist auch das Leinwandgemälde Miracoli del corpo di San Ludovico. Es befindet sich unterhalb der linken Seite des Querhauses und ist auch von der Via Sinitraia zugänglich. | Santi Ludovico e Gherardo                                                          |
| Santa Maria delle Nevi                                                             | Via Montanini 43° 19′ 17″ N, 11° 19′ 48″ O                                 | 1471                    | Die Kirche entstand auf Initiative von Giovanni Cinughi, Bischof von Pienza und Montalcino, als Familienoratorium nahe dem Familienpalast. Enthält von Matteo di Giovanni das Werk Madonna in trono con il Bambino, Angeli e Santi (auch Madonna delle Nevi genannt, 1477 entstanden). | Santa Maria delle Nevi                                                             |
| Maria Santissima del Rosario                                                       | Via Pignatello 43° 19′ 35″ N, 11° 19′ 40″ O                                | kurz nach 1348          | Entstand kurz nach der Pest von 1348, um das Triptychon Madonna di Monteguaitano aufzubewahren, welches sich vorher in einer Nische der Stadtmauern befand. Gehörte von 1441 bis 1809 dem Orden der Konvertiten. Das Gemälde in der Kuppel stammt von Annibale Mazzuoli (Madonna che presenta Cristo alla Maddalena). | Maria Santissima del Rosario                                                       |
| Santa Maria di Provenzano                                                          | Piazza Provenzano 43° 19′ 15″ N, 11° 19′ 58″ O                             | 1595–1604               | Enthält die Werke Annunciata (Giandomenico Manenti), Messa di San Cerbone (Rutilio Manetti), Visione di Santa Caterina del martirio di San Lorenzo (Dionisio Montorselli) und Angeli e santii (Francesco Rustici). Auf dem Hauptaltar befindet sich die Terrakottafigur Madonna di Provenzano (15. Jahrhundert). | Santa Maria di Provenzano                                                          |
| Santa Maria in Portico a Fontegiusta                                               | Via di Fontegiusta 43° 19′ 32″ N, 11° 19′ 35″ O                            | 1479–1484               | Enthält Werke von Bernardino Fungai, Francesco Vanni, Ventura Salimbeni und Girolamo di Benvenuto. Auf dem Hochaltar befindet sich das Werk Madonna di Fontegiusta von Cristoforo di Bindoccio und Meo di Pero, eingebunden in das Tabernakel von Lorenzo di Mariano. | Santa Maria in Portico a Fontegiusta                                               |
| San Paolo                                                                          | Viccolo di San Paolo und Viccolo di San Pietro 43° 19′ 8″ N, 11° 19′ 52″ O | unbekannt               | Wurde im 14. Jahrhundert durch den Palazzo della Mercanzia, auch Palazzo della Magistratura della Mercanzia bzw. heute Loggia della Mercanzia, ersetzt. Die Kirche stand zwischen den Gassen Viccolo di San Paolo und Viccolo di San Pietro nahe dem heutigen Piazza del Campo. |                                                                                    |
| San Pellegrino                                                                     | Piazza Indipendenza 43° 19′ 9″ N, 11° 19′ 50″ O                            | 11. Jahrhundert         | War bis 1783 aktiv und wurde 1813 zerstört. Wurde 1887 durch die Loggia dell’Indipendenza ersetzt. |                                                                                    |
| San Pietro                                                                         | Via Garibaldi 43° 19′ 29″ N, 11° 19′ 45″ O                                 | 1909                    | auch St Peter’s Church, Anglikanische Kirche, wurde 2005 wieder eröffnet. | San Pietro                                                                         |
| San Pietro alla Magione                                                            | Via Camollia 43° 19′ 36″ N, 11° 19′ 34″ O                                  | 998 erwähnt             | Gehörte zum Templerorden bis zu dessen Auflösung 1312, später zum Malteserorden. Enthält Fresken von Cristoforo di Bindoccio und Meo di Pero (Storie bibliche). | San Pietro alla Magione                                                            |
| San Pietro in Banchi                                                               | Via di Calzoleria 43° 19′ 11″ N, 11° 19′ 54″ O                             | unbekannt               | Auch San Pietro Buio oder San Pietro alle Scale in Banchi genannt, 1600–1791, nicht mehr vorhanden, Via di Calzoleria nahe Banchi di Sopra und Banchi di Sotto. |                                                                                    |
| San Pietro a Ovile                                                                 | Via del Giglio 43° 19′ 17″ N, 11° 19′ 57″ O                                | 13. Jahrhundert         | Romanische Kirche, die 1753 wesentlich verändert wurde. Neben der Kirche befindet sich ein Kreuzgang aus dem 14. Jahrhundert. Enthält das Werk Crocifisso von Giovanni di Paolo. | San Pietro a Ovile                                                                 |
| Oratorio di San Rocco                                                              | Via Vallerozzi 43° 19′ 23″ N, 11° 19′ 53″ O                                | 1511                    | Kontradenkirche der Contrada Lupa | San Rocco                                                                          |
| San Sebastiano                                                                     | Via Garibaldi 43° 19′ 28″ N, 11° 19′ 45″ O                                 | 1492                    | Auch San Sebastiano e del Beato Gallerani. Enthält die Werke Sogno di Sant’Irene (Stefano Volpi), Gloria di San Sebastiano und Virtù e angeli (Sebastiano Folli), Storie di San Sebastiano (Pietro Sorri und Rutilio Manetti). | San Sebastiano                                                                     |
| Santo Stefano alla Lizza                                                           | La Lizza 43° 19′ 28″ N, 11° 19′ 39″ O                                      | 12. Jahrhundert         | Nicht mehr aktiv, heute Veranstaltungshaus der Italian Opera | Santo Stefano alla Lizza                                                           |
| Oratorio del Suffragio                                                             | Via delle Vergini 43° 19′ 16″ N, 11° 19′ 59″ O                             | 16. Jahrhundert         | Krypta der Kirche Santa Maria di Provenzano, Kontradenkirche der Contrada Giraffa. | Oratorio del Suffragio                                                             |
| San Vigilio                                                                        | Via San Vigilio 43° 19′ 10″ N, 11° 19′ 59″ O                               | 12. Jahrhundert         | Kirche der Universität Siena (Cappella Universitaria di Siena). | San Vigilio                                                                        |
| Oratorio dei Santi Vincenzo e Anastasio                                            | Via Camollia 43° 19′ 32″ N, 11° 19′ 38″ O                                  | 1144                    | Seit 1789 Kontradenkirche der Contrada Istrice. Enthält das Grab des Pinturicchio. | Oratorio dei Santi Vincenzo e Anastasio                                            |
| Chiesa Evangelica Valdese                                                          | Viale Curtatone 43° 19′ 16″ N, 11° 19′ 39″ O                               | 1879                    | Evangelische Kirche der Waldenser. | Chiesa Evangelica Valdese                                                          |

### Terzo di San Martino
| Name                                               | Standort                                                             | Baujahr          | Anmerkung | Bild                                              |
| -------------------------------------------------- | -------------------------------------------------------------------- | ---------------- | --- | ------------------------------------------------- |
| Basilica di San Clemente in Santa Maria dei Servi  | Via dei Servi 43° 18′ 55″ N, 11° 20′ 17″ O                           | 1234             | Basilica minor | Basilica di San Clemente in Santa Maria dei Servi |
| Oratorio dell’Arciconfraternita della Misericordia | Via del Porrione 43° 19′ 5″ N, 11° 20′ 3″ O                          | 19. Jahrhundert  | Entstand im 19. Jahrhundert aus der Zusammenlegung von zwei älteren Oratorien (Sant’Antonio Abate und Madonna della Stella). | Arciconfraternita della Misericordia              |
| Santa Chiara                                       | Via Santa Chiara 43° 19′ 5″ N, 11° 20′ 28″ O                         | 16. Jahrhundert  | Nicht mehr aktiv, heute eine Kaserne. |                                                   |
| Sacro Cuore                                        | Via del Sole 43° 18′ 59″ N, 11° 20′ 7″ O                             | 1927             | Auch Oratorio Sacro Cuore di Gesù e Maria Immacolata di Via del Sole. Ehemaliges Oratorium. Bestand von 1927 bis 1969 als Teil des Klosters von San Girolamo und entstand durch Brüder und Schwestern der Gesellschaft Barmherzigen Schwestern vom hl. Vinzenz von Paul. Das zweiteilige und durch einen Hof (der ehemalige Sportplatz) getrennte Gebäude beherbergt heute im Fabbricato principale genannten Teil (mit der Cappella dell’Immacolata) eine Schule und im Sotto i portici genannten Teil ein Hotel.                                                        | Sacro Cuore                                       |
| Oratorio di San Gaetano di Thiene                  | Via dei Pispini / Via dell’Oliviera 43° 19′ 4″ N, 11° 20′ 20″ O      | 1685             | Kontradenkirche der Contrada Nicchio seit 1685, befindet sich an der Weggabelung Forcone dei Pispini. Enthält mehrere Werke von Giuseppe Nicola Nasini und seinem Sohn Apollonio. | San Gaetano di Thiene                             |
| San Giacinto                                       | Via dei Pispini 43° 19′ 3″ N, 11° 20′ 29″ O                          | 16. Jahrhundert  | Auch Convento delle Monache della Vita Eterna, wurde 1785 geschlossen und 1852 durch Butini Bourke reaktiviert. | San Giacinto                                      |
| San Giacomo                                        | Via Salicotto 43° 19′ 1″ N, 11° 20′ 4″ O                             | 1531–1536        | Kontradenkirche der Contrada Torre | San Giacomo                                       |
| San Giorgio                                        | Via Pantaneto 43° 19′ 3″ N, 11° 20′ 11″ O                            | 1081 erwähnt     | Vom Bauwerk des 11. Jahrhunderts ist nur noch der Campanile vorhanden. Die heutige Kirche wurde 1738 von Pietro Cremoni vollendet. Im Inneren der Kirche befindet sich das Grabmal von Francesco Vanni, das 1656 errichtet wurde. Enthält von Francesco Vanni das Werk Crocifisso con il padre Matteo Guerra und von Raffaello Vanni das Gemälde Incontro sulla Via del Calvario. | San Giorgio                                       |
| San Giovannino della Staffa                        | Via Follonica / Piazzetta Virgilio Grassi 43° 19′ 9″ N, 11° 20′ 5″ O | 16. Jahrhundert  | Auch San Giovannino alla Staffa, Kontradenkirche der Contrada Leocorno. | San Giovannino della Staffa                       |
| San Girolamo                                       | Via San Girolamo 43° 18′ 59″ N, 11° 20′ 13″ O                        | 14. Jahrhundert  | Mit Kloster, gehört heute der Genossenschaft der Töchter der christlichen Liebe vom hl. Vinzenz von Paul. | San Girolamo                                      |
| San Giusto                                         | Vicolo delle Scalelle / Vicolo d’Oro 43° 19′ 1″ N, 11° 20′ 8″ O      | 1188             | Auch San Giusto in Rialto (San Giusto al Rialto). Bestand von 1188 bis 1933. Diente ab dem 13. Jahrhundert auch als Oratorium der Gilde der Wollhersteller (Arte del Lana, Battilani und der scardassieri – Kardierer). Später diente die Kirche zur Feier des Festes des Luigi Gonzaga, im Ersten Weltkrieg dann als Getreidelager. Der Abriss der Kirche fand 1936 statt. Heute erinnert noch eine Kapelle an die Kirche, die am Altar das Wappen des Stadtdrittels Terzo di San Martino zeigt und linksseitig mit einem Wappen an die Zunft der Scardassieri erinnert. | San Giusto                                        |
| San Leonardo                                       | Via Val di Montone 43° 18′ 55″ N, 11° 20′ 22″ O                      | 12. Jahrhundert  | Enthält sechs Leinwandgemälde von Dionisio Montorselli. Heute nicht mehr aktiv und dient seit dem Umbau von Giovanni Michelucci als Museum der Contrada Valdimontone. | San Leonardo                                      |
| Cuore Immacolato di Maria                          | Piazza Alessandro Manzoni 43° 18′ 57″ N, 11° 20′ 17″ O               | 1876             | Das Gebäude wurde 1876 von Maria De’ Gori Pannilini an die Ordensschwestern der Stimmatine (Franziskaner) verschenkt. Die Fassade und der Eingang von der Piazza Manzoni entstand erst 1932. Aus dieser Zeit stammt auch die Lünette Madonna con Bambino Gesù über dem Portal, Werk von Vittorio Giunti. Das Grabmal der Maria De’ Gori Pannilini befindet sich in der Kapelle vor dem Hochaltar. Links davon steht von Arturo Viligiardi (1869–1936) das Triptychon San Francesco, la Madonna con Gesù bambino e Santa Chiara.                                           | Cuore Immacolato di Maria                         |
| San Martino                                        | Via del Porrione 43° 19′ 6″ N, 11° 20′ 1″ O                          | 8. Jahrhundert   | Namensgebend für das Stadtdrittel Terzo di San Martino | San Martino                                       |
| San Maurizio                                       | Via Pantaneto 43° 19′ 2″ N, 11° 20′ 14″ O                            | 12. Jahrhundert  | Auch Samoreci, nahe dem ehemaligen Stadttor San Maurizio (Ponte di Romana oder auch Samoreci), nicht mehr aktiv. | San Maurizio                                      |
| San Niccolò                                        | Via Roma 43° 18′ 49″ N, 11° 20′ 20″ O                                | 18. Jahrhundert  | Entstand auf dem Gelände des ehemaligen Klosters Convento di San Niccolò, gegründet im 14. Jahrhundert, Kirche im ehemaligen Ospedale Psichiatrico San Niccolò (Baubeginn 1865, Fertigstellung 1907, bis 1999 aktiv), beherbergt heute Büros und soziale Einrichtungen. |                                                   |
| Cappella di Piazza                                 | Piazza del Campo 43° 19′ 6″ N, 11° 19′ 56″ O                         | 1352             | Kapelle links des Palazzo Pubblico (Siena). Von Antonio Federighi stammen die Dachverzierungen (1461 bis 1468) sowie die Holzskulpturen Sant’Ambrogio und Sant’Antonio Abate (ca. 1445, entstammen dem Oratorio Sant’Anna in der Via Montanini). | Cappella di Piazza                                |
| San Raimondo al Refugio                            | Via di Fiera vecchia 43° 18′ 59″ N, 11° 20′ 21″ O                    | 1596             | Entstand auf Initiative von Aurelio Chigi. Die Fassade stammt von 1660 durch Benedetto Giovannelli, Auftraggeber war Papst Alexander VII. Enthält Werke von Alessandro Casolani, Francesco Vanni und dem Rustichino sowie die Gemälde Gesù restituisce l’abito del povero a Santa Caterina von Sebastiano Folli und San Galgano rifiuta di sposarsi von Rutilio Manetti. | San Raimondo al Refugio                           |
| Chiesa del Santuccio                               | Via Roma 43° 18′ 56″ N, 11° 20′ 23″ O                                | 14. Jahrhundert. | Auch Monastero di Santa Maria degli Angeli, nicht mehr aktiv. | Chiesa del Santuccio                              |
| Synagoge                                           | Vicolo delle Scotte 14 43° 19′ 5″ N, 11° 19′ 59″ O                   | 1786             | Der neoklassizistische Bau wurde nach Plänen des Architekten Giuseppe del Rosso erbaut. | Synagoge                                          |
| Santo Spirito                                      | Piazza Santo Spirito 43° 19′ 5″ N, 11° 20′ 15″ O                     | 14. Jahrhundert  | Auch San Maurizio in Santo Spirito. Gehörte im 14. Jahrhundert zu den Vallombrosanern, ab der Mitte des 15. Jahrhunderts dann zu den Dominikanern. Enthält unter anderen Werke des Sodoma sowie von Domenico Beccafumi. | Santo Spirito                                     |
| Santo Stefano                                      | Via dei Pispini 43° 19′ 4″ N, 11° 20′ 24″ O                          | 16. Jahrhundert  | Auch Santo Stefano Protomartire, entstand aus dem Ospedaletto di San Giacomo all’Abbadia Nuova (1447 erwähnt), seit 1785 nicht mehr als Kirche aktiv, war im 17. Jahrhundert Kontradenkirche der Contrada Nicchio. | Santo Stefano                                     |

## Außerhalb der Stadtmauern
| Name                                           | Standort                                                                                  | Baujahr                                        | Anmerkung | Bild                                           |
| ---------------------------------------------- | ----------------------------------------------------------------------------------------- | ---------------------------------------------- | --- | ---------------------------------------------- |
| Basilica dell’Osservanza                       | Strada dell’Osservanza 43° 20′ 0″ N, 11° 20′ 23″ O                                        | 1476–1490                                      | Einzige der vier Basiliken Sienas, die außerhalb der Stadtmauern von Siena liegt. | Basilica dell’Osservanza                       |
| Sant’Abbondio                                  | Strada di Sant’Abbondio (Ortsteil Costafabbri) 43° 18′ 1″ N, 11° 19′ 10″ O                | 9. Jahrhundert                                 | Auch Santi Abbondio e Abbondanzio oder Abbondio e Abundanzio, in Siena Santa Bonda genannt, nicht mehr aktiv. Erhielt im 14. Jahrhundert Zuwendungen des Hl. Giovanni Colombini Enthält Werke von Francesco Conti (Santa Caterina che beve il sangue al costato di Cristo, 1729) und Niccolò Franchini, der hier Giovanni Colombini im Gemälde Madonna col Bambino che appare al Beato abbildet. | Sant’Abbondio                                  |
| Sant’Agnese a Vignano                          | Ortsteil Vignano 43° 19′ 46″ N, 11° 21′ 35″ O                                             | 8. Jahrhundert                                 | Gehörte im 8. Jahrhundert zum Kloster Sant’Eugenio a Monastero. Die Fassade der Kirche stammt aus dem 12. Jahrhundert. Enthält von Bartolo di Fredi das Werk Madonna col Bambino. | Sant’Agnese a Vignano                          |
| Sant’Ambrogio                                  | Montecelso 43° 20′ 44″ N, 11° 18′ 12″ O                                                   | 1063                                           | 1063–1213, ehemaliges Kloster der Zisterzienser, auch Chiesa e Monastero di Montècellese bzw. Monte Cellese, Monte Cellesi, Monte Celso oder Montecelso. Der Ort befindet sich heute wenige Meter außerhalb von Siena auf dem Gemeindegebiet von Monteriggioni. |                                                |
| Sant’Andrea a Galignano                        | Ortsteil Agostoli 43° 18′ 35″ N, 11° 18′ 11″ O                                            | 14. Jahrhundert                                | auch Sant’Andreino a Galignano. Kirchenruine bei Agostoli, die zunächst der Santa Maria geweiht war. Ehemalige Pfarrkirche in den Masse di Siena, die später zu Santi Giusto e Clemente a Casciano gehörte. | Sant’Andrea a Galignano                        |
| Sant’Andrea a Montecchio                       | Ortsteil Sant’Andrea a Montecchio 43° 16′ 56″ N, 11° 18′ 7″ O                             | 13. Jahrhundert                                | Entstand im 13. Jahrhundert durch die Augustiner. 1363 wurde die Kirche restauriert und mit Fresken ausgestattet (nicht mehr vorhanden). | Sant’Andrea a Montecchio                       |
| Chiesa della Beata Anna Maria Taigi            | Via Liguria / Via delle Regioni (Ortsteil Vico Alto) 43° 20′ 34″ N, 11° 18′ 45″ O         | 20. Jahrhundert                                | Die Kirche entstand am Ende der 1960er / am Anfang der 1970er Jahre. | Beata Anna Maria Taigi                         |
| Sant’Ansano a Marciano                         | Strada di Marciano / Via Piero Strozzi (Ortsteil Marciano) 43° 19′ 56″ N, 11° 18′ 38″ O   | 20. Jahrhundert                                | Entstand, um die Kirche Pietro e Paolo a Marciano zu ersetzen und wurde am 26. April 1969 von Erzbischof Ismaele Mario Castellano geweiht. | Sant’Ansano a Marciano                         |
| San Bartolomeo alle Volte Alte                 | Strade delle Volte Alte (Ortsteil Volte Alte) 43° 17′ 7″ N, 11° 16′ 48″ O                 | 14. Jahrhundert                                | Wurde auf Initiative von Agostino Chigi bis 1625 restauriert und enthält das Wappen der Chigi auf der Frontseite. | San Bartolomeo alle Volte Alte                 |
| San Bartolomeo a Monastero                     | Strada di Monastero (Ortsteil Costafabbri) 43° 18′ 3″ N, 11° 18′ 52″ O                    | 14. Jahrhundert                                | Enthält die Terrakottafigur Madonna del Tufo (ca. 1475). Wurde nach der Unabhängigkeit von dem Kloster Monastero di Sant’Eugenio 1787 restauriert. | San Bartolomeo a Monastero                     |
| San Benedetto                                  | Via San Benedetto (Ortsteil Acquacalda) 43° 20′ 21″ N, 11° 18′ 10″ O                      | unbekannt                                      | Auch Monastero di San Benedetto all’Acquacalda, ehemaliges Kloster der Zisterzienser (1974–1977), gehörte zuvor der Congregazione Benedettina Cassinese (Abtei Montecassino). | San Benedetto                                  |
| San Benedetto a Porta Tufi                     | Strada dei Tufi nahe der Porta Tufi                                                       | unbekannt                                      | Auch San Benedetto fuori Porta Tufi genannt. Kirche und Kloster der Olivetaner. Enthielt die sterblichen Überreste des Bernardo Tolomei bis zur Zerstörung des Klosters im Krieg zwischen Siena und Florenz 1554–1555. |                                                |
| San Bernardino al Prato                        | Viale Cavour 43° 19′ 44″ N, 11° 19′ 16″ O                                                 | 15. Jahrhundert                                | Zunächst als Sant’Antonio di Vienna entstanden, nahe dem Antiporto di Camollia bei Petronilla. | San Bernardino al Prato                        |
| San Bernardo Tolomei al Petriccio              | Via Ambrogio Sansedoni (Ortsteil Petriccio) 43° 20′ 13″ N, 11° 18′ 11″ O                  | 20. Jahrhundert                                | Ab 1966 entstandene Pfarrkirche. |                                                |
| Santa Caterina Dottore della Chiesa            | Via Bologna (Ortsteil Acqucalda) 43° 20′ 27″ N, 11° 18′ 1″ O                              | 20. Jahrhundert                                | Wurde am 14. September 1980 von Papst Johannes Paul II. eingeweiht. | Santa Caterina Dottore della Chiesa            |
| Chiesa del Corpus Domini                       | Via Aldo Moro (Ortsteil San Miniato) 43° 20′ 53″ N, 11° 19′ 31″ O                         | 20. Jahrhundert                                | Auch San Miniato alle Scotte |                                                |
| San Donato in Ginestreto                       | Ortsteil Ginestreto 43° 16′ 21″ N, 11° 18′ 49″ O                                          | 14. Jahrhundert                                | Bestand als Pfarrkirche schon zwischen 1301 und 1357. 1605 erfolgten Arbeiten an den Mauern des Gebäudes. Wurde 1829 restauriert, hierbei entstanden drei neue Altäre. Eine weitere Restaurierung fand 1987 statt. | San Donato in Ginestreto                       |
| Sant’Eugenia                                   | Strada Santa Eugenia 47, kurz außerhalb der Porta Pispini 43° 18′ 58″ N, 11° 20′ 49″ O    | 1081 erwähnt                                   | Die Kirche erscheint 1081 in den Dokumenten der Familie Tolomei als Kirche des Bistums Arezzo. Wurde 1720 und nach dem Erdbeben von 1798 komplett restauriert. | Sant’Eugenia                                   |
| Monastero di Sant’Eugenio                      | Strada di Monastero (Ortsteil Costafabbri) 43° 18′ 0″ N, 11° 18′ 48″ O                    | 731                                            | Ehemaliges Kloster. Die Mönche zogen 1786 nach San Domenico um. 1798 wurde das Gebäude bei einem Erdbeben erheblich beschädigt und später von der Familie Griccioli restauriert. Seit 1932 gehört der Klosterkomplex zur Genossenschaft der Töchter der christlichen Liebe vom heiligen Vinzenz von Paul. | Monastero di Sant’Eugenio                      |
| San Francesco all’Alberino                     | Via Lorenzo Maitani (Ortsteil Ravacciano) 43° 19′ 34″ N, 11° 20′ 5″ O                     | 13. Jahrhundert                                | Auch Chiesa dell’Alberino genannt. Die erste Pfarrkirche war noch den Santi Filippo e Giacomo geweiht, die Franziskaner selbst waren seit 1212 vor Ort, um die Basilica di San Francesco zu errichten. Namensgebend für die Kirche all’Alberino (am Bäumchen) ist der Legende nach ein Baum, den der Heilige Franz von Assisi 1216 dort gepflanzt haben soll. 1825 wurde die Kirche restauriert und 1844 wieder zur Pfarrkirche erhoben, das Taufrecht stammt von 1854. 1960 entstand die neue Kirche Santa Maria Immacolata all’Alberino wenige Meter entfernt, die Funktionen der Kirche wurden übertragen. | San Francesco all’Alberino                     |
| San Galganello                                 | Strada Provinciale SP 73 (Ortsteil Costalpino) 43° 17′ 32″ N, 11° 17′ 51″ O               | 14. Jahrhundert                                | Auch Abbazia di San Galganello, ehemaliges Kloster und Ospedale bei Costalpino, gehörte zur Abbazia San Galgano. | San Galganello                                 |
| Cappella dei Santi Giacomo e Cristoforo        | Belcaro 43° 18′ 25″ N, 11° 17′ 28″ O                                                      | ?                                              | Kirche/Kapelle der Burg Belcaro. | Cappella dei Santi Giacomo e Cristoforo        |
| San Giorgio a Lapi                             | Strada di Colle Pinzuto (Ortsteil Monteliscai) 43° 20′ 7″ N, 11° 22′ 25″ O}               | 12./13. Jahrhundert                            | Auch San Giorgio ai Lapi, all’Api oder ai Lupi genannt, nicht mehr aktiv. Entstand als Frauenkloster der Kamaldulenser und ging 1409 im Kloster San Mamiliano a Valli auf. Die Kirche bestand als Pfarrkirche weiter, bis sie im 17. Jahrhundert San Pietro a Monteliscai unterstellt wurde. | San Giorgio a Lapi                             |
| San Giovanni Battista al Bozzone               | Ortsteil Pieve a Bozzone 43° 19′ 13″ N, 11° 23′ 6″ O                                      | 12. Jahrhundert                                | Erstmals 1189 in einem Schriftstück von Papst Clemens III. erwähnte Kirche, die zunächst dem Hl. Andreas geweiht war. Übernahm 1577 den Titel einer Abtei von der Abtei Santissima Trinità ad Alfiano. Eine Restauration fand 1930 statt. | San Giovanni Battista al Bozzone               |
| San Giusto a Fontebranda                       | Via Esterna Fontebranda 3 43° 19′ 5″ N, 11° 19′ 31″ O                                     | 1641                                           | Entstand 1641 durch Anordnung von Mattias de’ Medici, um den zum Tode Verurteilten Trost (conforti, zit.) zu bieten. Das Portal ist heute noch sichtbar, die Kirche selbst ist heute Teil eines Wohngebäudes. | San Giusto a Fontebranda                       |
| Santi Giusto e Clemente a Casciano delle Masse | Strada di Casciano (Ortsteil Casciano delle Masse) 43° 18′ 25″ N, 11° 17′ 28″ O           | 8. Jahrhundert                                 | Pieve aus dem 8. Jahrhundert, von der Teilstücke noch heute zu sehen sind. Wurde 1189 erwähnt und von 1667 bis 1775 wesentlich verändert. | Santi Giusto e Clemente a Casciano delle Masse |
| Sant’Ilario d’Arbia                            | Via Cassia Sud (Ortsteil Isola d’Arbia) 43° 15′ 31″ N, 11° 22′ 50″ O                      | 11. Jahrhundert                                | Kirche an der Via Francigena. Wurde 2003 restauriert und enthält das Werk Madonna col Bambino eines unbekannten seneser Künstlers aus dem frühen 17. Jahrhundert. | Sant’Ilario d’Arbia                            |
| Sant’Isidoro                                   | Via Principale (Ortsteil Taverne d’Arbia) 43° 17′ 44″ N, 11° 23′ 59″ O                    | 1962                                           | 1962 entstandene Kirche. |                                                |
| San Lorenzo a Terrensano                       | bei Belcaro (Terrensano) 43° 18′ 18″ N, 11° 17′ 30″ O                                     | dokumentiert 1221                              | Erstmals erwähnt (nach Merlotti) im Jahr 1081, erste gesicherte Dokumente stammen aus dem Jahr 1221. | San Lorenzo a Terrensano                       |
| San Mamiliano in Valli                         | Via Cassia Sud (Ortsteil Valli) 43° 18′ 19″ N, 11° 20′ 18″ O                              | 13. Jahrhundert                                | Kirche im Ortsteil Valli | San Mamiliano in Valli                         |
| Cappella della Madonna del Buon Consiglio      | Via Cassia Sud (Coroncina) 43° 17′ 37″ N, 11° 20′ 35″ O                                   | 1769                                           | Kapelle an der Via Cassia Sud, laut Inschrift 1769 entstanden. | Cappella della Madonna del Buon Consiglio      |
| Santi Margherita e Matteo                      | Via dei Tufi (Strada Vecchia dei Tufi) 43° 18′ 17″ N, 11° 19′ 48″ O                       | mindestens 12. Jahrhundert                     | Außerhalb der Porta Tufi. Seit 1153 als Pfarrkirche der Benediktiner bekannt. Das heutige Erscheinungsbild entstand im 17. Jahrhundert. Die Kirche wurde 1930 restauriert. | Santi Margherita e Matteo                      |
| Santa Maria a Bolgione                         | Strada Statale della Chiantigiana SS 408 (Ortsteil Bolgione) 43° 20′ 26″ N, 11° 21′ 28″ O | 15. Jahrhundert                                | Auch Chiesa della Compagnia della Natività di Maria, 1466 entstanden. | Santa Maria a Bolgione                         |
| Oratorio di Santa Maria degli Angeli           | Via Fiorentina (Ortsteil Marciano) 43° 19′ 56″ N, 11° 18′ 44″ O                           | 16. Jahrhundert                                | Teil des Palazzo Diavoli. | Oratorio di Santa Maria degli Angeli           |
| Santa Maria degli Angeli in Valli              | Via Enea Silvio Piccolomini (Ortsteil Valli) 43° 18′ 35″ N, 11° 20′ 22″ O                 | 1457                                           | Entstand 1457 als Neubau über älteren Strukturen. Enthält von Raffaellino del Garbo das Werk Madonna e Santi, 1502 entstanden, sowie das Gemälde San Bernardino che presenta al pontefice il monogramma di Cristo von Domenico Volpi. Im linken Querschiff befindet sich das Werk Miracolo delle Nevi von Rutilio Manetti. | Santa Maria degli Angeli in Valli              |
| Santa Maria Assunta alla Certosa               | Località Maggiano 43° 18′ 37″ N, 11° 21′ 1″ O                                             | 14. Jahrhundert                                | Kartause Certosa di Maggiano. | Certosa di Maggiano                            |
| Santa Maria in Betlemme                        | Via Cassia Sud (Ortsteil Valli) 43° 18′ 10″ N, 11° 20′ 15″ O                              | 1189 erwähnt                                   | Auch Santa Maria in Bellem und Santa Maria in Bethlem. | Santa Maria in Betlemme                        |
| Santa Maria Immacolata all’Alberino            | Via del Vecchietta (Ortsteil Ravacciano) 43° 19′ 33″ N, 11° 20′ 9″ O                      | 20. Jahrhundert                                | Hauptkirche der Parrocchia San Francesco all’Alberino. Wurde am 7. Dezember 1960 geweiht. | Santa Maria Immacolata all’Alberino            |
| Santa Maria Immacolata a Poggio al Vento       | Strada dei Cappuccini 43° 19′ 14″ N, 11° 18′ 46″ O                                        | 20. Jahrhundert                                | Auch Convento dei Cappuccini, die heutige Kirche ist neueren Datums und noch aktiv. | Convento dei Cappuccini                        |
| Chiesa di Maria Regina                         | Ortsteil Petriccio                                                                        | 20. Jahrhundert                                | Entstand in den 1960er Jahren. | Maria Regina a Petriccio                       |
| Chiesa di Maria Santissima alla Grotta         | Strada Grossetana (Ortsteil Sant’Andrea a Montecchio) 43° 16′ 48″ N, 11° 17′ 52″ O        | 15. Jahrhundert                                | Auch Chiesa della Compagnia della Madonna della Grotta. | Maria Santissima alla Grotta                   |
| Santa Maria a Tressa                           | Strada di Santa Maria a Tressa 43° 18′ 30″ N, 11° 18′ 57″ O                               | 11. Jahrhundert                                | Kirche am Fluss Tressa. Die Kirche ist aufgrund des Gemäldes Madonna di Tressa namensgebend für den Meister von Tressa. | Santa Maria a Tressa                           |
| San Michele Arcangelo                          | Ortsteil Vico Alto 43° 20′ 36″ N, 11° 18′ 58″ O                                           | 12. Jahrhundert                                | Erstmals im 12. Jahrhundert als Kloster der Kamaldulenser erwähnt. Gehörte nach der Auflösung durch Pius II. 1462 zunächst zur Kirche San Bartolomeo a Camollia und wurde dann ein privates Oratorium der Familie Chigi-Zondadari. Wurde von 1983 bis 1990 restauriert. | San Michele Arcangelo                          |
| San Michele Arcangelo a Certano                | Località Certano 43° 17′ 42″ N, 11° 17′ 13″ O                                             | 11. Jahrhundert                                | Gehörte zu San Lorenzo a Terenzano und wurde 1081 in einem Privileg von Heinrich IV. erwähnt. |                                                |
| San Michele Arcangelo a Ponte a Tressa         | Via Cassia Sud (Isola d’Arbia) 43° 15′ 12″ N, 11° 23′ 35″ O                               | 12. Jahrhundert                                | Auch Madonna del Ponte. Die Kirche liegt an der Via Francigena nahe dem Ort Ponte a Tressa (Monteroni d’Arbia), aber vor dem Fluss Tressa und gehört noch zum Gemeindegebiet von Siena | San Michele Arcangelo a Ponte a Tressa         |
| San Niccolò a Maggiano                         | Località Maggiano 43° 18′ 37″ N, 11° 21′ 1″ O                                             | 1316                                           | Wurde 1554 im Konflikt zwischen Siena und Florenz schwer beschädigt und 1623 neu errichtet. Der Campanile stammt aus dem 18. Jahrhundert. | Certosa di Maggiano                            |
| San Paolo a Presciano                          | Località Presciano 43° 18′ 19″ N, 11° 24′ 11″ O                                           | 13. Jahrhundert, Wiederaufbau 14. Jahrhundert. | Entstand 1225. Wurde 1370 zerstört und 1381 wieder aufgebaut. Restaurierungen fanden 1964 und 2002 statt. | San Paolo a Presciano                          |
| Sant’Antonio da Padova                         | Località Presciano 43° 18′ 25″ N, 11° 24′ 12″ O                                           | 17. Jahrhundert                                | Kapelle der Villa Pieri (später Villa Lovatelli). | Sant’Antonio da Padova a Presciano             |
| San Paterniano alle Tolfe                      | Strada delle Tolfe (Ortsteil Le Tolfe) 43° 20′ 35″ N, 11° 20′ 58″ O                       | 10. Jahrhundert                                | Wurde 1760 restauriert. Stuckarbeiten und Wandgemälde stammen aus dem Jahr 1840. Die letzte Restaurierung fand von 1954 bis 1955 statt. | San Paterniano alle Tolfe                      |
| Santa Petronilla                               | Viale Cavour 43° 19′ 46″ N, 11° 19′ 16″ O                                                 | 19. Jahrhundert                                | Entstand aus einem Kloster der Kapuziner, das vom 17. Jahrhundert an aktiv war. Wurde 1895 reaktiviert, nahe dem Antiporto. | San Petronilla                                 |
| San Pietro a Vico d’Arbia                      | Ortsteil Vico d’Arbia 43° 19′ 30″ N, 11° 24′ 53″ O                                        | 11. Jahrhundert                                | Enthält die Leinwandgemälde Martirio di San Bartolomeo (Crescenzio Gambarelli zugeschrieben) und Purificazione di Maria Vergine (Astolfo Petrazzi zugeschrieben). | San Pietro a Vico d’Arbia                      |
| San Pietro a Monsindoli                        | Strada di Monsindoli (Località Monsindoli) 43° 16′ 35″ N, 11° 19′ 40″ O                   | 12. Jahrhundert                                | 1118 als S. Pietro a Montesindoli del contado senese erwähnt. Wurde 1466 wesentlich verändert. |                                                |
| San Pietro a Paterno                           | Strada di Certosa (Località Maggiano) 43° 17′ 23″ N, 11° 22′ 19″ O                        | 11. Jahrhundert                                | Auch San Pietrino. Gehörte zum Kloster Sant’Ambrogio a Monte Celso (Trafisse) und wurde im 16. Jahrhundert erneuert. | San Pietro a Paterno                           |
| Santi Pietro e Paolo a Marciano                | Strada di Marciano (Ortsteil Marciano) 43° 19′ 13″ N, 11° 17′ 10″ O                       | 14. Jahrhundert                                | Erstmals am 18. April 1307 dokumentiert und im 16. Jahrhundert (nach dem Krieg zwischen Siena und Florenz) sowie 1682 restauriert. Gehört heute zur Parrocchia di Sant’Ansano a Marciano. | San Pietro a Paterno                           |
| Santi Pietro e Paolo a Monteliscai             | Monteliscai 43° 20′ 50″ N, 11° 21′ 43″ O                                                  | 11. Jahrhundert                                | Der Titel der Pfarrei von Monteliscai wurde am 23. März 2011 an die Kirche Santi Pietro e Paolo a Ponte a Bozzone in Ponte a Bozzone, Ortsteil von Castelnuovo Berardenga, kurz hinter der Gemeindegrenze am Fluss Bozzone, 2007 eingeweiht, weitergegeben. | Santi Pietro e Paolo a Monteliscai             |
| San Prospero                                   | Ortsteil San Prospero 43° 19′ 18″ N, 11° 19′ 23″ O                                        | 11. Jahrhundert                                | 1181–1526, Kirche und Kloster der Zisterzienser, wurde während der Battaglia di Camollia zerstört. Lag ungefähr an der Stelle der heutigen Festung Fortezza di Santa Barbera (Fortezza Medicea), Ortsteil San Prospero |                                                |
| Santa Regina                                   | Ortsteil Santa Regina 43° 18′ 55″ N, 11° 21′ 59″ O                                        | 11. Jahrhundert                                | Wurde erstmals 1045 durch den Marchese Bonifazio dokumentiert. | Santa Regina                                   |
| San Salvatore di Lecceto                       | Località Lecceto 43° 17′ 32″ N, 11° 17′ 51″ O                                             | 13. Jahrhundert                                | Einsiedelei (Eremo) nahe Lecceto. | San Salvatore di Lecceto                       |
| Santo Sepolcro                                 | Via Vittorio Emanuele II. 43° 19′ 41″ N, 11° 19′ 31″ O                                    | 17. Jahrhundert                                | Früher: Santa Croce di Gerusalemme. Gehörte zum Ritterorden vom Heiligen Grab zu Jerusalem, kurz außerhalb der Porta Camollia. | Santo Sepolcro                                 |
| San Simone                                     | Piazzale Biringucci 43° 18′ 43″ N, 11° 19′ 30″ O                                          | 1376 erwähnt                                   | Erwähnt 1376, als zwischen der Porta San Marco und der Kirche ein Bogen angebracht wurde, der die baufällige Kirche stützen und dem Stadttor als Vortor nutzen sollte. |                                                |
| Santi Simone e Giuda                           | Via Cassia Sud (Ortsteil Colle Malamerenda) 43° 16′ 12″ N, 11° 21′ 45″ O                  | 1358–1374                                      | Entstand nahe dem schon vorher existierenden Hospital del naviglio | Santi Simone e Giuda                           |
| San Tommaso Apostolo in Val di Pugna           | (Ortsteil Val di Pugna) 43° 18′ 22″ N, 11° 22′ 9″ O                                       | erstmals 1251 erwähnt                          | Wurde 1251 erstmals von Giusto del fu Marescotto erwähnt, das Dokumento entstand in der Abtei Abbadia di Alfiano. Wurde 1787 restauriert. | San Tommaso Apostolo in Val di Pugna           |
| Santa Trinità a Alfiano                        | (Ortsteil Abbadia)                                                                        | vor 1124                                       | Auch Badia al Piano genannt. Entstand vor 1124 und war bis 1510 aktiv, 1124 zum Kloster erhoben. | Santa Trinità a Alfiano                        |
| Cappella di Villa Agazzara                     | Ortsteil Costalpino 43° 17′ 36″ N, 11° 17′ 40″ O                                          | 18. Jahrhundert                                | Kapelle der Villa Agazzara. Gehörte zunächst der Famalie Agazzari, dann zu den della Ciaia, die am Anfang des 19. Jahrhunderts die neoklassische Fassade unter der Führung des Architekten Giuseppe Silini restaurierten. Von ihm stammt auch die Statue Sant’Antonio da Padova am Hochaltar. | Cappella di Villa Agazzara                     |